# Herbicid
Herbicidnek nevezzük a széles körben elterjedt gyomirtó szereket. E szerek célja a gyomnövények elpusztítása illetve visszaszorítása. Alkalmazásuk főként a mezőgazdaságra terjed ki, az Amerikai Egyesült Államokban például az e  területen alkalmazott peszticidek mintegy 70%-át teszik ki a különböző herbicid csoportba tartó gyomirtó szerek. Bizonyos növények – mint például a közönséges dió vagy a bálványfa (ailanthus altissima) – képesek önállóan is természetes herbicid termelésére, ezek mennyisége azonban elenyésző. Másik lényeges ismérvük, hogy allelopátiás tulajdonsággal is rendelkeznek, ezzel pedig többek között képesek akár az adott növény növekedésének befolyásolására.
A herbicid szó a latin herba (fű) és idium (gyilkos) összetételéből keletkezett.

## A gyomirtó szerek csoportosítása

### Hatás szerint
Totális vagy szelektív

### Alkalmazás helye szerint
Talajherbicidek, levélherbicidek

### Gyomirtási spektrum alapján
Széles hatásspektrumú herbicid-hatóanyagok (egy- és kétszikűirtó), szűk hatásspektrumú herbicid-hatóanyagok (egyszikűirtó vagy kétszikűirtó).

### Hatásmechanizmus szerint
1. fotoszintézis gátlók (PS-I, PS-II rendszer)
2. növekedési zavarokat okozók (mitózist gátló, sejmegnyúlást gátló és auxin típusú herbicidek)
3. bioszintézis gátlók (aminosav-, pigment-, és zsírsav-bioszintézis gátlók)
4. egyéb módon hatók (hormonális rendszer gátló, különböző enzimeket gátló)

## Fontosabb herbicidcsoportok
Karbamátok (talajherbicidek, csírázás- és növekedésgátlást okoznak, bisz-karbamátok (levélherbicidek és a fotoszintézist gátolják), benzo-nitrilek és prekurzorok (fotoszintézis gátlók, a levélen keresztül szívódnak fel), halogénezett karbonsavak (a leveleken és a gyökereken keresztül szívódnak fel, hatásukat a hajtás és a gyökér intenzív növekedési helyein, a merisztémákban fejtik ki), szervesfoszforsav-tartalmú herbicidek (levélherbicidek és lombtalanító szerek), bipiridilium herbicidek (levélherbicidek és defóliáló szerek, a fotoszintézist gátolják a PS-I fotokémiai rendszerben), benzoesavak és származékok (talaj- és levélherbicid, auxin típusú növekedési regulátorok, az érzékeny növények hormonális rendszerét károsítják) és a fluoren karbonsavak (az auxintranszport gátlásával törpülést idéznek elő).
Fontosság szempontjából megemlítendőek továbbá olyan herbicid csoportok, mint a 2,6-dinitro-anilin, mely egyike a legelső kifejlesztett herbicid típusoknak, s mely egy talajherbicid (a csírázó növények szöveteiben akadályozza a sejtosztódást, a tubulin-átrendeződés gátlásával), az alkánamid, mely egy gyökéren keresztül felszívódó herbicidfajta (a gyökerek kialakulását és növekedését gátolja), az amid, mely szintén talajherbicid s jellegzetessége, hogy a csírázó magokban a gyökér- és hajtáskezdemény kialakulását akadályozza. A talajherbicidek közé tartozik még a klór-acetanilid, mely többféle hatásmechanizmussal rendelkezik, legjellemzőbb a fehérje- és nukleinsav-szintézis gátlása.
Ezen kívül fontos még megemlíteni a levélherbicidek csoportját, melybe az arilalaninok (melyek jellegzetessége, hogy a szár hosszanti növekedését gátolják) és a fenil-pirazol herbicidek tartoznak, melynél a fény jelenlétében a zöld növényi részek gyorsan nekrotizálódnak (levegő hiányában elhalnak).
A karbamidok, triazolpirimidin szulfonanilidek (elsősorban levélherbicid, de gyökéren keresztül is felszívódik), szulfonilureák, továbbá az izoxazol származékok egyaránt gyökér- és levélherbicidek. A karbamid jellegzetessége, hogy a fotoszintézist gátolja a PS-II fotokémiai rendszerben. A szulfonilurea esetében, mely egyaránt felszívódhat gyökéren és levélen, egyfajta fehérje- és nukleinsav-szintézis inhibitorról (gátló) beszélünk. Ez a szer triazol származék, azaz levélen felszívódó totális gyomirtó szer (a karotinoid bioszintézist gátolja). Az izoxazolszármazékok esetében nem beszélhetünk fontosabb jellegzetességről, ezek az anyagok felszívódhatnak gyökéren és leveleken keresztül egyaránt.

## A gyomnövények szabályozása herbicidekkel

### A herbicidek használatának előnyei és problémái
A herbicidek lehetővé teszik a gyomok szabályozását ott, ahol a sorközművelés nem lehetséges. Használatukkor csökkenthető a talajművelési eljárások száma. Széles körű használatuknak további oka, hogy gyorsan hatnak, nagymértékű gyomosodás esetén is hatékonyak, és viszonylag kis adagban alkalmazhatók. A herbicidek gyors elterjedését elősegítette, hogy a vegyipar gyors ütemben fejleszt ki újabb és hatékonyabb herbicideket. A szelektív herbicidek széles körű használata ökológiai változásokat idézhet elő a gyompopulációkban, amelyek bizonyos esetekben rezisztens gyompopulációk kialakulását eredményezi. Rendszerint a herbicidek legsúlyosabban a rhizobium fajokra, a nitrifikáló baktériumokra, az actynomycetes baktériumfajokra és a szervesanyag degradációjában részt vevő organizmusokra hatnak.

### Herbicidek használata a gyomirtásban
A herbicidek elsődleges fontossága rövid távú hatásukban van. A kultúrnövény és a gyom bármely növekedési stádiumában használható:
- Korai vetés előtti herbicidek
- Vetés előtt, talajba bedolgozott
- Vetés utáni, kelés előtti
- Kelés utáni szelektív

### Herbicidek a talajban
A herbicidek kétharmad részét közvetlenül a talaj felszínére permetezik ki. A talajherbicidek hatáskifejtését három alapvető mechanizmus befolyásolja:

#### Fizikai folyamatok
Szél és eső által okozott talajerózió
Kimosódás: a herbicidek kimosódását befolyásolja a talajpórusok közt lévő vízben mért koncentrációjuk és a pórusokon keresztül áramló víz mennyisége. A lehullott csapadék mennyiségétől is függ a kimosódás, a gyomirtó szer tulajdonságától függően a csapadék lehet optimális, ez esetben jó hatás várható, A szükségesnél kevesebb csapadék gyengébb herbicidhatást eredményezhet, a hirtelen lezúduló intenzív eső viszont túlzott bemosódást idézhet elő. A csapadék nemcsak a herbicid hatásra van befolyással, hanem a talajéletre is, ami a gyomirtó szerek elbomlásában játszik szerepet. Párolgási veszteségek: a talaj nedvességtartalmától és a hőmérséklettől függ.

#### Kémiai folyamatok
Adszorpció: minden talajra kijuttatott herbicid bizonyos mértékben kötődik a talajkolloidokhoz, és válik a gyomnövények számára nem
felvehetővé. A talajban elsősorban az agyagásványok jelentik a legnagyobb kötőerőt.
Fotokémiai lebontás: számos herbicid esetében a napfény hatására molekuláris átalakulás történik, ami hatásvesztést idéz elő. Ezt elsősorban a napfény 40 és 400 nm közötti hullámhossz tartománya okozza. Szántóföldi viszonyok között ezért a fényérzékeny herbicideket kijuttatás után azonnal be kell dolgozni a talajba.
Kémiai kapcsolatba lépés a talaj szerkezeti elemeivel: a talajban a fő mechanizmus a kémiai és a mikrobiális lebontás. Növények és mikroorganizmusok általi felvétel.

#### Mikrobiális veszteségek
A talajban található mikroorganizmusok herbicidlebontó képessége.
A talajművelés és a talaj szemcseösszetételének hatása a herbicidekre.
A talajok  legfontosabb tulajdonsága, ami a herbicidabszorbeáló kapacitásukat meghatározza, a talaj szervesanyag tartalma, azaz humusztartalom.

##### A természetes vizek herbicidszennyeződése
A herbicidek vízbe jutásának számos útja ismeretes. Ilyen közvetlen vízparti kezelés, a permetlé elsodródása kezelt területről, a bemosódás és a talajvízzel való szennyeződés.
Kultúrnövények herbicidkárosodásának diagnózisa.

## A kultúrnövények herbicidkárosodásának módjai
Túladagolás: a talajtípus helytelen megítélése - nem megfelelő herbicid dózis
Kontamináció: a gazdaságban ugyanazt a permetezőgépet használják a különböző szerek kijuttatására.
A permetlé elsodródása: szeles időben végrehajtott permetezések nyomán a permetlé sokszor nagy távolságokra elsodródhat, és a kezelt területet szegélyező kultúrákat károsíthatja.
Adszorpció, kimosódás: számos kultúrnövény tűrőképessége azon alapul, hogy gyökérzete mélyebben helyezkedik el a herbicid bemosódási
zónájánál.

## A herbicidrezisztencia kifejlődése és mechanizmusai
Tolerancia: abban az esetben, amikor a gyomok és a kultúrnövények alacsony rezisztenciával rendelkeznek, amely a dózistól függ.
Rezisztencia.
Keresztrezisztencia: gyompopuláció örökletesen rezisztens két vagy több különböző kemikáliával szemben, amelyeknek vagy azonos a hatáshelye, vagy amelyeket ugyanaz az enzimrendszer bont le. A "többszörös rezisztencia" a gyompopulációk két vagy több, jelentősen eltérő
hatásmechanizmussal rendelkező herbiciddel szemben fejlesztettek ki rezisztenciát.
A legtöbb esetben a rezisztencia olyan körülmények között alakult ki, ahol ugyanazokat a herbicideket használták ismételten. A növények számos mechanizmust fejlesztettek ki a herbicidek hatásának elkerülésére. Ezek a mechanizmusok két csoportba sorolhatók:
1. Azok, amelyek kizárják a herbicidmolekulát a növényben a toxikus reakciót indukáló hatás helyéről.
2. Azok, amelyek a herbicid specifikus hatáshelyét rezisztenssé változtatják a kemikáliával szemben.

Az eltérő metabolizmus a herbicidekkel szembeni növényi szelektivitás fő mechanizmusa. Számos gyom-biotípus fejlesztett ki rezisztenciát a herbicidekre azáltal, hogy gyorsan lebontja a herbicideket kevésbé toxikus vegyületekre. A herbicidrezisztencia kialakulhat olyan módon is, hogy a herbicidet vagy toxikus metabolitját a növény a  sejt vakuolumaiban tárolja, és ezáltal távol tartja a hatáskifejtés helyétől.
A  fenntartható növénytermesztés - a gyomok elleni küzdelemben - elképzelhetetlen herbicidek alkalmazása nélkül. Ugyanakkor ezen kemikáliák hatást gyakorolnak a talaj mikrobiális életközösségére is. Olyan herbicidet célszerű használni, amelynek a gyomirtáson kívül minimális másodlagos hatása van a környezetre és a talajban tevékenykedő mikrobákra. Talajbiológiai szempontból nemkívánatos sem a tartósan serkentő, sem pedig a gátló hatást kiváltó gyomirtószerek használata, ugyanis mindkét csoport drasztikus befolyást gyakorol a mikrobák előfordulására és aktivitására, megváltoztatva a fennálló biológiai egyensúlyt.